# 登米市立新田中学校
登米市立新田中学校（とめしりつ にったちゅうがっこう）は、宮城県登米市迫町新田にある公立（市立）の中学校である。新田小学校と新田中学校が廊下でつながる小中一体型の校舎であり、中1ギャップの解消を進める小中一貫教育を進めている。

## 沿革
- 1947年（昭和22年）4月 学制改革により新田村立新田中学校創立[1]。
- 1950年（昭和25年） 4月 現在地に校舎落成、校章制定。
- 1951年（昭和26年） 2月 校歌制定 山本正、作詞・海鉾義美、作曲。
- 1951年（昭和26年） 6月 葉の木澤分校開校。
- 1955年（昭和30年） 4月 町村合併により迫町立新田中学校となる。
- 1956年（昭和31年） 11月 宮城県学校植林コンクール第3位入賞。
- 1962年（昭和37年） 4月 宮城県北部地震により甚大な被害を受ける。
- 1965年（昭和40年） 3月 葉の木沢分校閉校。
- 1972年（昭和47年） 3月 学校基本調査で文部大臣より表彰を受ける。
- 1978年（昭和53年） 10月 宮城県中学校弁論大会優勝。
- 1979年（昭和54年） 4月 新校舎落成。
- 1981年（昭和56年） 11月 全国鳥獣保護実績発表大会で環境庁自然保護局長賞を受ける。
- 1983年（昭和58年） 11月 宮城県中学校校内放送コンテストで金賞受賞。
- 1992年（平成4年） 11月 第39回宮城県中学校英作文コンクールで金賞受賞。
- 1993年（平成5年） 2月 コンピュータ室完成。
- 2001年（平成13年） 6月 3年生の修学旅行を東京から函館、札幌方面に変更。
- 2005年（平成17年） 4月 登米郡8町と本吉郡津山町の合併により登米市立新田中学校となる。
- 2008年（平成20年） 3月 敷地内に新田小学校校舎完成、小中共用プール完成。
- 2010年（平成22年） 4月 小中一貫教育開始。
- 2011年（平成23年） 3月 東日本大震災の影響で卒業式を1週間延期して実施。

## 学区
登米市迫町新田地区

## 著名な卒業生
特に無し